# Tell Me What You Want
«Tell Me What You Want» és una cançó de la banda estatunidenca Weezer, que es va publicar l'11 de juny de 2021 i fou composta per ser inclosa en el videojoc Wave Break.

## Producció
Per aquesta cançó, Weezer es va unir a l'empresa de desenvolupament de videojocs Funktronic Labs, responsable del videojoc Wave Break. Aquest videojoc està inspirat en els clàssic de skateboarding però amb barques. Els creadors van afegir un nou mode de joc anomenat «Weezy Mode» basat en la cançó.
La cançó es va estrenar en el Summer Game Fest 2021, el 10 de juny de 2021 en una actuació en directe de la mateixa banda. Oficialment es va publicar l'endemà amb un vinil.
La lletra és una crítica directa al lloc web musical Pitchfork perquè des de 2005, aquest portal sempre va valorar tots els seus treballs amb puntuacions mediocres, entre quatre i sis sobre deu.

## Llista de cançons
| Núm. | Títol                   | Durada |
| ---- | ----------------------- | ------ |
| 1.   | «Tell Me What You Want» | 3:23   |